# Osmond (Nebraska)
Osmond is een plaats (city) in de Amerikaanse staat Nebraska, en valt bestuurlijk gezien onder Pierce County.

## Demografie
Bij de volkstelling in 2000 werd het aantal inwoners vastgesteld op 796. In 2006 is het aantal inwoners door het United States Census Bureau geschat op 738, een daling van 58 (-7,3%).

## Geografie
Volgens het United States Census Bureau beslaat de plaats een oppervlakte van 1,8 km², geheel bestaande uit land. Osmond ligt op ongeveer 506 m boven zeeniveau.

## Plaatsen in de nabije omgeving
De onderstaande figuur toont nabijgelegen plaatsen in een straal van 16 km rond Osmond.